# Liga Mundial de Voleibol de 2016
La Liga Mundial de Voleibol 2016 es la edición número 27 del torneo internacional de voleibol. Se jugó del 16 de junio al 17 de julio de 2016. 36 equipos tomaron parte en el torneo.

## Equipos calificados
| África | Asia y Oceanía | Europa          | Europa       | Norteamérica, Centroamérica y el Caribe | Sudamérica |
| ------ | -------------- | --------------- | ------------ | --------------------------------------- | ---------- |
| Egipto | Australia      | Bélgica         | Países Bajos | Canadá                                  | Argentina  |
| Túnez  | China          | Bulgaria        | Polonia      | Cuba                                    | Brasil     |
|        | China Taipéi   | República Checa | Portugal     | México                                  | Venezuela  |
|        | Irán           | Finlandia       | Rusia        | Puerto Rico                             |            |
|        | Japón          | Francia         | Serbia       | Estados Unidos                          |            |
|        | Kazajistán     | Alemania        | Eslovaquia   |                                         |            |
|        | Qatar          | Grecia          | Eslovenia    |                                         |            |
|        | Corea del Sur  | Italia          | España       |                                         |            |
|        |                | Montenegro      | Turquía      |                                         |            |

## Formato del torneo

### Grupo 1
| Semana 1        | Semana 1       | Semana 1    | Semana 2      | Semana 2       | Semana 2     | Semana 3      | Semana 3             | Semana 3   |
| Grupo A1        | Grupo B1       | Grupo C1    | Grupo D1      | Grupo E1       | Grupo F1     | Grupo G1      | Grupo H1             | Grupo I1   |
| Sede: Australia | Sede: Brasil   | Sede: Rusia | Sede: Polonia | Sede: Italia   | Sede: Serbia | Sede: Francia | Sede: Estados Unidos | Sede: Irán |
| --------------- | -------------- | ----------- | ------------- | -------------- | ------------ | ------------- | -------------------- | ---------- |
| Francia         | Estados Unidos | Serbia      | Francia       | Estados Unidos | Serbia       | Francia       | Estados Unidos       | Serbia     |
| Italia          | Brasil         | Bulgaria    | Polonia       | Australia      | Bulgaria     | Brasil        | Bulgaria             | Italia     |
| Australia       | Irán           | Rusia       | Argentina     | Italia         | Brasil       | Bélgica       | Australia            | Irán       |
| Bélgica         | Argentina      | Polonia     | Rusia         | Bélgica        | Irán         | Polonia       | Rusia                | Argentina  |

### Grupo 2
| Semana 1      | Semana 1      | Semana 1         | Semana 2         | Semana 2     | Semana 2      | Semana 3            | Semana 3    | Semana 3        |
| Grupo A2      | Grupo B2      | Grupo C2         | Grupo D2         | Grupo E2     | Grupo F2      | Grupo G2            | Grupo H2    | Grupo I2        |
| Sede: Turquía | Sede: Japón   | Sede: Rep, Checa | Sede: Eslovaquía | Sede: Egipto | Sede: Canadá  | Sede: Corea del Sur | Sede: China | Sede: Finlandia |
| ------------- | ------------- | ---------------- | ---------------- | ------------ | ------------- | ------------------- | ----------- | --------------- |
| Países Bajos  | Japón         | Canadá           | Países Bajos     | Japón        | Canadá        | Países Bajos        | Japón       | Canadá          |
| Portugal      | Corea del Sur | China            | República Checa  | Turquía      | China         | Corea del Sur       | China       | Portugal        |
| Turquía       | Finlandia     | Egipto           | Cuba             | Finlandia    | Corea del Sur | Egipto              | Turquía     | Finlandia       |
| Eslovaquia    | Cuba          | República Checa  | Eslovaquia       | Egipto       | Portugal      | República Checa     | Eslovaquia  | Cuba            |

### Grupo 3
| Semana 1        | Semana 1     | Semana 1           | Semana 2     | Semana 2    | Semana 2           |
| Grupo A3        | Grupo B3     | Grupo C3           | Grupo D3     | Grupo E3    | Grupo F3           |
| Sede: Eslovenia | Sede: México | Sede: Grecia       | Sede: Grecia | Sede: Túnez | Sede: Kazajistán   |
| --------------- | ------------ | ------------------ | ------------ | ----------- | ------------------ |
| Eslovenia       | México       | Kazajistán         | Eslovenia    | México      | Kazajistán         |
| Túnez           | España       | Grecia             | Puerto Rico  | Venezuela   | Alemania           |
| Venezuela       | Montenegro   | República de China | Grecia       | Montenegro  | España             |
| Catar           | Alemania     | Puerto Rico        | Catar        | Túnez       | República de China |

## Ronda Intercontinental

### Grupo 1
– Clasificados a la Ronda Final. 
     – Clasificado a la Ronda Final como organizador.
     – Relegado al Grupo 2.
| Pos | Equipo         | Juegos | Juegos | Pts. | Sets | Sets | Sets  | Puntos | Puntos | Puntos |
| Pos | Equipo         | G      | P      | Pts. | G    | P    | Coc   | G      | P      | Coc    |
| --- | -------------- | ------ | ------ | ---- | ---- | ---- | ----- | ------ | ------ | ------ |
| 1   | Brasil         | 8      | 1      | 23   | 25   | 8    | 3.125 | 793    | 681    | 1.164  |
| 2   | Estados Unidos | 8      | 1      | 23   | 25   | 9    | 2.777 | 814    | 748    | 1.088  |
| 3   | Serbia         | 7      | 2      | 21   | 23   | 11   | 2.090 | 810    | 738    | 1.098  |
| 4   | Francia        | 6      | 3      | 20   | 23   | 10   | 2.300 | 806    | 735    | 1.097  |
| 5   | Italia         | 6      | 3      | 19   | 20   | 10   | 2.000 | 715    | 654    | 1.093  |
| 6   | Rusia          | 5      | 4      | 15   | 15   | 14   | 1.071 | 698    | 662    | 1.054  |
| 7   | Irán           | 4      | 5      | 9    | 15   | 22   | 0.681 | 777    | 861    | 0.902  |
| 8   | Bélgica        | 3      | 6      | 11   | 15   | 20   | 0.750 | 760    | 779    | 0.976  |
| 9   | Argentina      | 3      | 6      | 10   | 16   | 20   | 0.800 | 824    | 835    | 0.987  |
| 10  | Polonia        | 3      | 6      | 8    | 11   | 22   | 0.500 | 755    | 815    | 0.926  |
| 11  | Bulgaria       | 1      | 8      | 2    | 8    | 26   | 0.307 | 706    | 810    | 0.872  |
| 12  | Australia      | 0      | 9      | 1    | 3    | 27   | 0.111 | 600    | 740    | 0.811  |

#### Semana 1
- DEL 17 AL 19 DE JUNIO

Grupo A1
- Sede:  Acer Arena, Sídney, Australia

| Fecha  |           | Res. |         | Set 1 | Set 2 | Set 3 | Set 4 | Set 5 | Total   | Reporte |
| ------ | --------- | ---- | ------- | ----- | ----- | ----- | ----- | ----- | ------- | ------- |
| 17-jun | Francia   | 3-0  | Italia  | 25-23 | 25-22 | 25-18 |       |       | 75-63   |         |
| 17-jun | Australia | 0-3  | Bélgica | 27-29 | 18-25 | 22-25 |       |       | 67-79   |         |
| 18-jun | Bélgica   | 0-3  | Italia  | 15-25 | 23-25 | 21-25 |       |       | 59-75   |         |
| 18-jun | Australia | 0-3  | Francia | 14-25 | 18-25 | 21-25 |       |       | 53-75   |         |
| 19-jun | Bélgica   | 3-2  | Francia | 13-25 | 26-24 | 21-25 | 25-18 | 15-12 | 100-104 |         |
| 19-jun | Australia | 0-3  | Italia  | 23-25 | 23-25 | 20-25 |       |       | 66-75   |         |

Grupo B1
- Sede:  Carioca Arena 1, Río de Janeiro, Brasil

| Fecha  |                | Res. |                | Set 1 | Set 2 | Set 3 | Set 4 | Set 5 | Total  | Reporte |
| ------ | -------------- | ---- | -------------- | ----- | ----- | ----- | ----- | ----- | ------ | ------- |
| 17-jun | Brasil         | 3-0  | Irán           | 25-19 | 25-16 | 28-26 |       |       | 78-61  |         |
| 17-jun | Estados Unidos | 3-1  | Argentina      | 26-24 | 25-23 | 22-25 | 25-22 |       | 98-94  |         |
| 18-jun | Brasil         | 3-0  | Argentina      | 25-21 | 25-13 | 26-24 |       |       | 76-58  |         |
| 18-jun | Estados Unidos | 3-1  | Irán           | 23-25 | 25-13 | 27-25 | 26-24 |       | 101-87 |         |
| 19-jun | Irán           | 3-2  | Argentina      | 25-22 | 25-20 | 21-25 | 13-25 | 15-11 | 99-103 |         |
| 19-jun | Brasil         | 3-1  | Estados Unidos | 25-19 | 25-15 | 22-25 | 25-22 |       | 97-81  |         |

Grupo C1
- Sede:  DS Yantarny, Kaliningrado, Rusia

| Fecha  |          | Res. |          | Set 1 | Set 2 | Set 3 | Set 4 | Set 5 | Total | Reporte |
| ------ | -------- | ---- | -------- | ----- | ----- | ----- | ----- | ----- | ----- | ------- |
| 17-jun | Bulgaria | 1-3  | Polonia  | 25-19 | 19-25 | 17-25 | 20-25 |       | 81-94 |         |
| 17-jun | Rusia    | 0-3  | Serbia   | 22-25 | 32-34 | 17-25 |       |       | 71-84 |         |
| 18-jun | Bulgaria | 0-3  | Serbia   | 26-28 | 25-27 | 18-25 |       |       | 69-80 |         |
| 18-jun | Rusia    | 3-0  | Polonia  | 25-22 | 25-19 | 25-22 |       |       | 75-63 |         |
| 19-jun | Serbia   | 3-0  | Polonia  | 25-20 | 25-20 | 25-23 |       |       | 75-63 |         |
| 19-jun | Rusia    | 3-1  | Bulgaria | 20-25 | 25-18 | 25-17 | 25-22 |       | 95-82 |         |

#### Semana 2
- DEL 24 AL 26 DE JUNIO

Grupo D1
- Sede:  Łódź Arena, Łódź, Polonia

| Fecha  |           | Res. |           | Set 1 | Set 2 | Set 3 | Set 4 | Set 5 | Total   | Reporte |
| ------ | --------- | ---- | --------- | ----- | ----- | ----- | ----- | ----- | ------- | ------- |
| 24-jun | Rusia     | 0-3  | Francia   | 22-25 | 34-36 | 20-25 |       |       | 76-86   |         |
| 24-jun | Polonia   | 3-1  | Argentina | 26-24 | 31-29 | 36-38 | 25-22 |       | 118-113 |         |
| 25-jun | Francia   | 2-3  | Argentina | 25-19 | 21-25 | 23-25 | 27-25 | 13-15 | 109-109 |         |
| 25-jun | Polonia   | 1-3  | Rusia     | 17-25 | 20-25 | 25-20 | 15-25 |       | 77-95   |         |
| 26-jun | Argentina | 3-0  | Rusia     | 25-18 | 25-20 | 28-26 |       |       | 78-64   |         |
| 26-jun | Polonia   | 0-3  | Francia   | 28-30 | 20-25 | 29-31 |       |       | 77-86   |         |

Grupo E1
- Sede:  PalaLottomatica, Roma, Italia

| Fecha  |                | Res. |                | Set 1 | Set 2 | Set 3 | Set 4 | Set 5 | Total   | Reporte |
| ------ | -------------- | ---- | -------------- | ----- | ----- | ----- | ----- | ----- | ------- | ------- |
| 24-jun | Bélgica        | 2-3  | Estados Unidos | 25-17 | 20-25 | 21-25 | 25-21 | 10-15 | 101-103 |         |
| 24-jun | Australia      | 0-3  | Italia         | 15-25 | 27-29 | 17-25 |       |       | 59-79   |         |
| 25-jun | Estados Unidos | 3-1  | Australia      | 20-25 | 25-17 | 25-23 | 25-20 |       | 95-85   |         |
| 25-jun | Italia         | 3-0  | Bélgica        | 25-20 | 25-17 | 31-29 |       |       | 81-66   |         |
| 26-jun | Australia      | 0-3  | Bélgica        | 21-25 | 22-25 | 17-25 |       |       | 60-75   |         |
| 26-jun | Estados Unidos | 3-0  | Italia         | 25-22 | 25-23 | 25-23 |       |       | 75-68   |         |

Grupo F1
- Sede:  Pabellón Pionir, Belgrado, Serbia

| Fecha  |          | Res. |          | Set 1 | Set 2 | Set 3 | Set 4 | Set 5 | Total | Reporte |
| ------ | -------- | ---- | -------- | ----- | ----- | ----- | ----- | ----- | ----- | ------- |
| 24-jun | Irán     | 3-1  | Bulgaria | 18-25 | 25-20 | 25-23 | 25-20 |       | 93-88 |         |
| 24-jun | Brasil   | 1-3  | Serbia   | 25-19 | 15-25 | 21-25 | 22-25 |       | 83-94 |         |
| 25-jun | Brasil   | 3-1  | Irán     | 25-18 | 24-26 | 25-16 | 25-17 |       | 99-77 |         |
| 25-jun | Serbia   | 3-1  | Bulgaria | 25-18 | 21-25 | 25-19 | 25-23 |       | 96-85 |         |
| 26-jun | Bulgaria | 0-3  | Brasil   | 14-25 | 21-25 | 12-25 |       |       | 47-75 |         |
| 26-jun | Irán     | 1-3  | Serbia   | 19-25 | 26-24 | 18-25 | 21-25 |       | 84-99 |         |

#### Semana 3
- DEL 1 AL 3 DE JULIO

Grupo G1
- Sede:  Palais des Sports Jean Weille, Nancy, Francia

| Fecha |         | Res. |         | Set 1 | Set 2 | Set 3 | Set 4 | Set 5 | Total   | Reporte |
| ----- | ------- | ---- | ------- | ----- | ----- | ----- | ----- | ----- | ------- | ------- |
| 1-jul | Brasil  | 3-0  | Polonia | 30-28 | 25-21 | 25-16 |       |       | 80-65   |         |
| 1-jul | Francia | 3-0  | Bélgica | 25-19 | 28-26 | 25-20 |       |       | 78-65   |         |
| 2-jul | Brasil  | 3-2  | Bélgica | 20-25 | 25-23 | 22-25 | 25-23 | 15-11 | 107-107 |         |
| 2-jul | Francia | 3-1  | Polonia | 22-25 | 30-28 | 25-22 | 25-19 |       | 102-94  |         |
| 3-jul | Bélgica | 2-3  | Polonia | 25-19 | 23-25 | 22-25 | 25-20 | 15-17 | 110-106 |         |
| 3-jul | Francia | 1-3  | Brasil  | 21-25 | 24-26 | 25-22 | 21-25 |       | 91-98   |         |

Grupo H1
- Sede:  Kay Bailey Hutchison Convention Center, Dallas, Estados Unidos

| Fecha |                | Res. |           | Set 1 | Set 2 | Set 3 | Set 4 | Set 5 | Total   | Reporte |
| ----- | -------------- | ---- | --------- | ----- | ----- | ----- | ----- | ----- | ------- | ------- |
| 1-jul | Australia      | 0-3  | Rusia     | 19-25 | 24-26 | 12-25 |       |       | 55-76   |         |
| 1-jul | Estados Unidos | 3-1  | Bulgaria  | 23-25 | 25-21 | 27-25 | 25-21 |       | 100-92  |         |
| 2-jul | Bulgaria       | 0-3  | Rusia     | 20-25 | 14-25 | 18-25 |       |       | 52-75   |         |
| 2-jul | Estados Unidos | 3-0  | Australia | 25-14 | 26-24 | 25-15 |       |       | 76-53   |         |
| 3-jul | Estados Unidos | 3-0  | Rusia     | 35-33 | 25-17 | 25-21 |       |       | 85-71   |         |
| 3-jul | Bulgaria       | 3-2  | Australia | 25-20 | 21-25 | 25-18 | 23-25 | 16-14 | 110-102 |         |

Grupo I1
- Sede:  Estadio Cubierto Azadi, Teherán, Irán

| Fecha |        | Res. |           | Set 1 | Set 2 | Set 3 | Set 4 | Set 5 | Total   | Reporte |
| ----- | ------ | ---- | --------- | ----- | ----- | ----- | ----- | ----- | ------- | ------- |
| 1-jul | Italia | 3-1  | Argentina | 25-18 | 25-20 | 22-25 | 25-22 |       | 97-85   |         |
| 1-jul | Irán   | 3-2  | Serbia    | 18-25 | 22-25 | 25-22 | 25-23 | 16-14 | 106-109 |         |
| 2-jul | Serbia | 0-3  | Argentina | 23-25 | 22-25 | 20-25 |       |       | 65-75   |         |
| 2-jul | Irán   | 0-3  | Italia    | 20-25 | 20-25 | 21-25 |       |       | 61-75   |         |
| 3-jul | Italia | 2-3  | Serbia    | 19-25 | 18-25 | 25-19 | 25-22 | 15-17 | 102-106 |         |
| 3-jul | Irán   | 3-2  | Argentina | 25-23 | 22-25 | 21-25 | 25-22 | 16-14 | 109-109 |         |

### Grupo 2
– Clasificados a la Ronda Final. 
     – Clasificado a la Ronda Final como organizador.
     – Relegado al Grupo 3.
| Pos | Equipo          | Juegos | Juegos | Pts. | Sets | Sets | Sets  | Puntos | Puntos | Puntos |
| Pos | Equipo          | G      | P      | Pts. | G    | P    | Coc   | G      | P      | Coc    |
| --- | --------------- | ------ | ------ | ---- | ---- | ---- | ----- | ------ | ------ | ------ |
| 1   | Canadá          | 8      | 1      | 24   | 26   | 7    | 3.714 | 787    | 677    | 1.162  |
| 2   | Turquía         | 8      | 1      | 21   | 25   | 10   | 2.500 | 813    | 756    | 1.075  |
| 3   | Países Bajos    | 6      | 3      | 19   | 22   | 15   | 1.466 | 839    | 768    | 1.092  |
| 4   | Finlandia       | 6      | 3      | 18   | 22   | 16   | 1.375 | 858    | 826    | 1.039  |
| 5   | República Checa | 4      | 4      | 13   | 19   | 19   | 1.000 | 837    | 850    | 0.985  |
| 6   | China           | 4      | 5      | 12   | 13   | 17   | 0.764 | 681    | 681    | 1.000  |
| 7   | Egipto          | 4      | 5      | 11   | 15   | 20   | 0.750 | 781    | 816    | 0.957  |
| 8   | Eslovaquia      | 3      | 6      | 10   | 15   | 22   | 0.681 | 788    | 843    | 0.935  |
| 9   | Cuba            | 3      | 6      | 9    | 18   | 24   | 0.750 | 891    | 917    | 0.972  |
| 10  | Corea del Sur   | 3      | 6      | 9    | 14   | 22   | 0.636 | 804    | 820    | 0.980  |
| 11  | Japón           | 2      | 7      | 9    | 14   | 21   | 0.666 | 763    | 803    | 0.950  |
| 12  | Portugal        | 2      | 7      | 7    | 13   | 23   | 0.565 | 758    | 843    | 0.899  |

#### Semana 1
- DEL 17 AL 19 DE JUNIO

Grupo A2
- Sede:  İzmir Atatürk Volleyball Hall, Esmirna, Turquía

| Fecha  |            | Res. |              | Set 1 | Set 2 | Set 3 | Set 4 | Set 5 | Total   | Reporte |
| ------ | ---------- | ---- | ------------ | ----- | ----- | ----- | ----- | ----- | ------- | ------- |
| 17-jun | Eslovaquia | 1-3  | Países Bajos | 24-26 | 25-11 | 25-23 | 25-22 |       | 99-85   |         |
| 17-jun | Turquía    | 3-1  | Portugal     | 25-22 | 25-20 | 28-30 | 25-19 |       | 103-91  |         |
| 18-jun | Portugal   | 0-3  | Países Bajos | 14-25 | 18-25 | 17-25 |       |       | 49-75   |         |
| 18-jun | Turquía    | 3-0  | Eslovaquia   | 27-25 | 25-23 | 25-22 |       |       | 77-70   |         |
| 19-jun | Portugal   | 2-3  | Eslovaquia   | 25-18 | 25-21 | 21-25 | 23-25 | 17-19 | 111-108 |         |
| 19-jun | Turquía    | 3-0  | Países Bajos | 25-21 | 25-20 | 25-23 |       |       | 75-64   |         |

Grupo B2
- Sede:  Osaka Municipal Central Gymnasium, Osaka, Japón

| Fecha  |           | Res. |               | Set 1 | Set 2 | Set 3 | Set 4 | Set 5 | Total   | Reporte |
| ------ | --------- | ---- | ------------- | ----- | ----- | ----- | ----- | ----- | ------- | ------- |
| 17-jun | Cuba      | 3-2  | Corea del Sur | 33-31 | 25-18 | 14-25 | 22-25 | 15-6  | 109-105 |         |
| 17-jun | Japón     | 3-0  | Finlandia     | 26-24 | 25-20 | 25-23 |       |       | 76-67   |         |
| 18-jun | Japón     | 2-3  | Cuba          | 25-27 | 25-21 | 25-16 | 28-30 | 11-15 | 114109  |         |
| 18-jun | Finlandia | 3-2  | Corea del Sur | 25-22 | 25-20 | 27-29 | 19-25 | 19-17 | 115-113 |         |
| 19-jun | Cuba      | 1-3  | Finlandia     | 18-25 | 25-15 | 23-25 | 23-25 |       | 89-90   |         |
| 19-jun | Japón     | 3-0  | Corea del Sur | 25-21 | 25-17 | 26-24 |       |       | 76-62   |         |

Grupo C2
- Sede:  Budvar Arena, České Budějovice, República Checa

| Fecha  |                 | Res. |                 | Set 1 | Set 2 | Set 3 | Set 4 | Set 5 | Total   | Reporte |
| ------ | --------------- | ---- | --------------- | ----- | ----- | ----- | ----- | ----- | ------- | ------- |
| 17-jun | República Checa | 2-3  | Egipto          | 25-21 | 22-25 | 20-25 | 25-22 | 12-15 | 104-108 |         |
| 17-jun | China           | 0-3  | Canadá          | 18-25 | 22-25 | 21-25 |       |       | 61-75   |         |
| 18-jun | Canadá          | 3-0  | Egipto          | 25-23 | 25-19 | 25-16 |       |       | 75-58   |         |
| 18-jun | China           | 1-3  | República Checa | 25-21 | 22-25 | 23-25 | 17-25 |       | 87-96   |         |
| 19-jun | Egipto          | 3-0  | China           | 25-20 | 28-26 | 26-24 |       |       | 79-70   |         |
| 19-jun | República Checa | 1-3  | Canadá          | 16-25 | 23-25 | 26-24 | 24-26 |       | 89-100  |         |

#### Semana 2
- DEL 24 AL 26 DE JUNIO

Grupo D2
- Sede:  Aegon Arena, Bratislava, Eslovaquia

| Fecha  |                 | Res. |                 | Set 1 | Set 2 | Set 3 | Set 4 | Set 5 | Total   | Reporte |
| ------ | --------------- | ---- | --------------- | ----- | ----- | ----- | ----- | ----- | ------- | ------- |
| 24-jun | República Checa | 3-2  | Países Bajos    | 21-25 | 25-19 | 23-25 | 25-20 | 11-15 | 105-104 |         |
| 24-jun | Eslovaquia      | 3-1  | Cuba            | 25-19 | 25-23 | 22-25 | 25-22 |       | 97-89   |         |
| 25-jun | Cuba            | 2-3  | República Checa | 19-25 | 21-25 | 26-24 | 25-22 | 11-15 | 102-111 |         |
| 25-jun | Eslovaquia      | 1-3  | Países Bajos    | 14-25 | 25-21 | 14-25 | 23-25 |       | 76-96   |         |
| 26-jun | Cuba            | 2-3  | Países Bajos    | 25-23 | 25-14 | 23-25 | 23-25 | 12-15 | 108-102 |         |
| 26-jun | República Checa | 3-2  | Eslovaquia      | 23-25 | 25-23 | 19-25 | 25-18 | 15-11 | 107-102 |         |

Grupo E2
- Sede:  Cairo Stadium Indoor Halls Complex, Cairo, Egipto

| Fecha  |           | Res. |           | Set 1 | Set 2 | Set 3 | Set 4 | Set 5 | Total   | Reporte |
| ------ | --------- | ---- | --------- | ----- | ----- | ----- | ----- | ----- | ------- | ------- |
| 24-jun | Turquía   | 3-2  | Japón     | 20-25 | 19-25 | 25-19 | 25-20 | 15-10 | 104-99  |         |
| 24-jun | Egipto    | 0-3  | Finlandia | 22-25 | 17-25 | 22-25 |       |       | 61-75   |         |
| 25-jun | Turquía   | 3-2  | Finlandia | 19-25 | 21-25 | 25-21 | 25-22 | 15-11 | 105-104 |         |
| 25-jun | Egipto    | 3-2  | Japón     | 25-22 | 23-25 | 21-25 | 25-21 | 15-9  | 109-102 |         |
| 26-jun | Finlandia | 3-1  | Japón     | 25-18 | 31-29 | 22-25 | 25-21 |       | 103-93  |         |
| 26-jun | Egipto    | 3-1  | Turquía   | 23-25 | 25-18 | 25-23 | 31-29 |       | 104-95  |         |

Grupo F2
- Sede:  SaskTel Centre, Saskatoon, Canadá

| Fecha  |               | Res. |               | Set 1 | Set 2 | Set 3 | Set 4 | Set 5 | Total | Reporte |
| ------ | ------------- | ---- | ------------- | ----- | ----- | ----- | ----- | ----- | ----- | ------- |
| 24-jun | China         | 3-1  | Portugal      | 25-18 | 22-25 | 25-16 | 25-20 |       | 97-79 |         |
| 24-jun | Canadá        | 3-0  | Corea del Sur | 25-20 | 25-21 | 25-20 |       |       | 75-61 |         |
| 25-jun | Corea del Sur | 0-3  | Portugal      | 23-25 | 26-28 | 23-25 |       |       | 72-78 |         |
| 25-jun | Canadá        | 3-0  | China         | 25-21 | 25-19 | 25-17 |       |       | 75-57 |         |
| 26-jun | Corea del Sur | 1-3  | China         | 25-18 | 23-25 | 17-25 | 23-25 |       | 88-93 |         |
| 26-jun | Canadá        | 3-1  | Portugal      | 24-26 | 25-15 | 25-23 | 25-21 |       | 99-85 |         |

#### Semana 3
- DEL 1 AL 3 DE JULIO

Grupo G2
- Sede:  Jangchung Gymnasium, Seúl, Corea del Sur

| Fecha |                 | Res. |                 | Set 1 | Set 2 | Set 3 | Set 4 | Set 5 | Total   | Reporte |
| ----- | --------------- | ---- | --------------- | ----- | ----- | ----- | ----- | ----- | ------- | ------- |
| 1-jul | Corea del Sur   | 3-0  | República Checa | 25-18 | 25-21 | 25-20 |       |       | 75-59   |         |
| 1-jul | Egipto          | 1-3  | Países Bajos    | 19-25 | 25-21 | 18-25 | 16-25 |       | 78-96   |         |
| 2-jul | Corea del Sur   | 3-2  | Egipto          | 26-24 | 25-20 | 23-25 | 28-30 | 15-13 | 117-112 |         |
| 2-jul | República Checa | 1-3  | Países Bajos    | 20-25 | 26-24 | 23-25 | 16-25 |       | 85-99   |         |
| 3-jul | Corea del Sur   | 3-2  | Países Bajos    | 25-16 | 22-25 | 21-25 | 25-21 | 18-16 | 111-103 |         |
| 3-jul | República Checa | 3-0  | Egipto          | 25-19 | 32-30 | 25-23 |       |       | 82-72   |         |

Grupo H2
- Sede:  Xuancheng Sports Centre, Xuancheng, China

| Fecha |            | Res. |            | Set 1 | Set 2 | Set 3 | Set 4 | Set 5 | Total  | Reporte |
| ----- | ---------- | ---- | ---------- | ----- | ----- | ----- | ----- | ----- | ------ | ------- |
| 1-jul | Turquía    | 3-0  | Japón      | 25-21 | 25-20 | 25-22 |       |       | 75-63  |         |
| 1-jul | China      | 3-0  | Eslovaquia | 25-19 | 25-18 | 25-22 |       |       | 75-59  |         |
| 2-jul | Eslovaquia | 3-1  | Japón      | 25-18 | 25-21 | 24-26 | 25-22 |       | 99-87  |         |
| 2-jul | China      | 0-3  | Turquía    | 25-27 | 23-25 | 18-25 |       |       | 66-77  |         |
| 3-jul | Turquía    | 3-2  | Eslovaquia | 25-13 | 16-25 | 21-25 | 25-22 | 15-10 | 102-95 |         |
| 3-jul | China      | 3-0  | Japón      | 25-11 | 25-22 | 25-20 |       |       | 75-53  |         |

Grupo I2
- Sede:  Tampere Ice Stadium, Tampere, Finlandia

| Fecha |           | Res. |          | Set 1 | Set 2 | Set 3 | Set 4 | Set 5 | Total   | Reporte |
| ----- | --------- | ---- | -------- | ----- | ----- | ----- | ----- | ----- | ------- | ------- |
| 1-jul | Canadá    | 3-2  | Cuba     | 24-26 | 25-21 | 19-25 | 25-16 | 15-13 | 108-101 |         |
| 1-jul | Finlandia | 2-3  | Portugal | 25-22 | 21-25 | 25-19 | 24-26 | 12-15 | 107-107 |         |
| 2-jul | Portugal  | 0-3  | Canadá   | 18-25 | 22-25 | 21-25 |       |       | 61-75   |         |
| 2-jul | Finlandia | 3-1  | Cuba     | 25-19 | 25-12 | 18-25 | 25-21 |       | 93-77   |         |
| 3-jul | Cuba      | 3-2  | Portugal | 25-19 | 22-25 | 25-19 | 20-25 | 15-9  | 107-97  |         |
| 3-jul | Finlandia | 3-2  | Canadá   | 25-22 | 18-25 | 25-20 | 21-25 | 15-13 | 104-105 |         |

### Grupo 3
– Clasificados a la Ronda Final. 
     – Clasificado a la Ronda Final como organizador.
| Pos | Equipo       | Juegos | Juegos | Pts. | Sets | Sets | Sets  | Puntos | Puntos | Puntos |
| Pos | Equipo       | G      | P      | Pts. | G    | P    | Coc   | G      | P      | Coc    |
| --- | ------------ | ------ | ------ | ---- | ---- | ---- | ----- | ------ | ------ | ------ |
| 1   | Eslovenia    | 5      | 1      | 15   | 16   | 5    | 3.200 | 513    | 441    | 1.163  |
| 2   | Grecia       | 5      | 1      | 15   | 15   | 6    | 2.500 | 516    | 462    | 1.117  |
| 3   | China Taipéi | 4      | 2      | 12   | 13   | 9    | 1.444 | 530    | 515    | 1.029  |
| 4   | Montenegro   | 4      | 2      | 12   | 16   | 12   | 1.333 | 628    | 599    | 1.048  |
| 5   | Venezuela    | 4      | 2      | 12   | 14   | 11   | 1.272 | 576    | 557    | 1.034  |
| 6   | Catar        | 3      | 3      | 9    | 11   | 10   | 1.100 | 477    | 480    | 0.994  |
| 7   | España       | 3      | 3      | 9    | 13   | 12   | 1.083 | 556    | 552    | 1.007  |
| 8   | Túnez        | 3      | 3      | 8    | 10   | 13   | 0.769 | 537    | 549    | 0.978  |
| 9   | Alemania     | 2      | 4      | 7    | 11   | 13   | 0.846 | 534    | 535    | 0.998  |
| 10  | México       | 1      | 5      | 5    | 10   | 16   | 0.625 | 546    | 590    | 0.925  |
| 11  | Kazajistán   | 1      | 5      | 3    | 4    | 15   | 0.266 | 423    | 478    | 0.885  |
| 12  | Puerto Rico  | 1      | 5      | 3    | 4    | 15   | 0.266 | 397    | 475    | 0.836  |

#### Semana 1
- DEL 17 AL 19 DE JUNIO

Grupo A3
- Sede:  Arena Stožice, Ljubljana, Eslovenia

| Fecha  |           | Res. |           | Set 1 | Set 2 | Set 3 | Set 4 | Set 5 | Total  | Reporte |
| ------ | --------- | ---- | --------- | ----- | ----- | ----- | ----- | ----- | ------ | ------- |
| 17-jun | Túnez     | 0-3  | Venezuela | 22-25 | 26-28 | 20-25 |       |       | 68-78  |         |
| 17-jun | Eslovenia | 3-1  | Catar     | 25-15 | 25-21 | 18-25 | 25-18 |       | 93-79  |         |
| 18-jun | Venezuela | 3-1  | Catar     | 25-27 | 25-15 | 27-25 | 25-23 |       | 102-90 |         |
| 18-jun | Túnez     | 0-3  | Eslovenia | 17-25 | 20-25 | 22-25 |       |       | 59-75  |         |
| 19-jun | Catar     | 3-1  | Túnez     | 25-22 | 25-20 | 23-25 | 25-20 |       | 98-87  |         |
| 19-jun | Venezuela | 1-3  | Eslovenia | 25-23 | 22-25 | 24-26 | 22-25 |       | 93-99  |         |

Grupo B3
- Sede:  Gimnasio Olímpico Juan de la Barrera, Ciudad de México, México

| Fecha  |            | Res. |            | Set 1 | Set 2 | Set 3 | Set 4 | Set 5 | Total   | Reporte |
| ------ | ---------- | ---- | ---------- | ----- | ----- | ----- | ----- | ----- | ------- | ------- |
| 17-jun | Montenegro | 3-2  | Alemania   | 22-25 | 25-22 | 25-17 | 21-25 | 15-11 | 108-100 |         |
| 17-jun | México     | 2-3  | España     | 22-25 | 26-24 | 19-25 | 25-22 | 12-15 | 104-111 |         |
| 18-jun | Alemania   | 1-3  | España     | 20-25 | 28-26 | 16-25 | 17-25 |       | 81-101  |         |
| 18-jun | México     | 1-3  | Montenegro | 19-25 | 25-21 | 21-25 | 23-25 |       | 88-96   |         |
| 19-jun | España     | 2-3  | Montenegro | 27-25 | 23-25 | 18-25 | 25-21 | 13-15 | 106-111 |         |
| 19-jun | México     | 3-1  | Alemania   | 25-21 | 25-20 | 15-25 | 25-17 |       | 90-83   |         |

Grupo C3
- Sede:  , Kozani, Grecia

| Fecha  |              | Res. |              | Set 1 | Set 2 | Set 3 | Set 4 | Set 5 | Total | Reporte |
| ------ | ------------ | ---- | ------------ | ----- | ----- | ----- | ----- | ----- | ----- | ------- |
| 17-jun | China Taipéi | 3-0  | Puerto Rico  | 25-20 | 30-28 | 25-15 |       |       | 80-63 |         |
| 17-jun | Kazajistán   | 0-3  | Grecia       | 16-25 | 26-28 | 18-25 |       |       | 60-78 |         |
| 18-jun | Kazajistán   | 3-0  | China Taipéi | 25-22 | 25-23 | 28-26 |       |       | 78-71 |         |
| 18-jun | Grecia       | 3-0  | Puerto Rico  | 25-16 | 25-22 | 25-19 |       |       | 75-57 |         |
| 19-jun | Puerto Rico  | 3-0  | Kazajistán   | 29-27 | 25-19 | 25-21 |       |       | 79-67 |         |
| 19-jun | Grecia       | 3-1  | China Taipéi | 22-25 | 25-18 | 25-21 | 25-22 |       | 97-86 |         |

#### Semana 2
- DEL 24 AL 26 DE JUNIO

Grupo D3
- Sede:  Alexandreio Melathron , Kozani, Grecia

| Fecha  |             | Res. |             | Set 1 | Set 2 | Set 3 | Set 4 | Set 5 | Total  | Reporte |
| ------ | ----------- | ---- | ----------- | ----- | ----- | ----- | ----- | ----- | ------ | ------- |
| 24-jun | Eslovenia   | 3-0  | Catar       | 25-21 | 25-18 | 25-20 |       |       | 75-59  |         |
| 24-jun | Grecia      | 3-1  | Puerto Rico | 25-17 | 25-17 | 27-29 | 26-24 |       | 103-87 |         |
| 25-jun | Eslovenia   | 3-0  | Puerto Rico | 25-16 | 25-22 | 25-12 |       |       | 75-50  |         |
| 25-jun | Grecia      | 0-3  | Catar       | 21-25 | 17-25 | 24-26 |       |       | 62-76  |         |
| 26-jun | Puerto Rico | 0-3  | Catar       | 22-25 | 23-25 | 16-25 |       |       | 61-75  |         |
| 26-jun | Grecia      | 3-1  | Eslovenia   | 25-23 | 22-25 | 25-21 | 29-27 |       | 101-96 |         |

Grupo E3
- Sede:  El Menzah, Tunis, Túnez

| Fecha  |            | Res. |            | Set 1 | Set 2 | Set 3 | Set 4 | Set 5 | Total   | Reporte |
| ------ | ---------- | ---- | ---------- | ----- | ----- | ----- | ----- | ----- | ------- | ------- |
| 24-jun | Montenegro | 2-3  | Venezuela  | 19-25 | 16-25 | 25-19 | 25-15 | 13-15 | 98-99   |         |
| 24-jun | Túnez      | 3-1  | México     | 22-25 | 25-22 | 25-17 | 25-18 |       | 97-82   |         |
| 25-jun | México     | 2-3  | Venezuela  | 25-22 | 18-25 | 21-25 | 25-23 | 10-15 | 99-110  |         |
| 25-jun | Túnez      | 3-2  | Montenegro | 22-25 | 25-27 | 31-29 | 26-24 | 19-17 | 123-122 |         |
| 26-jun | México     | 1-3  | Montenegro | 25-18 | 17-25 | 22-25 | 19-25 |       | 83-93   |         |
| 26-jun | Túnez      | 3-1  | Venezuela  | 28-26 | 25-27 | 25-23 | 25-18 |       | 103-94  |         |

Grupo F3
- Sede:  Baluan Sholak, Almaty, Kazajistán

| Fecha  |            | Res. |              | Set 1 | Set 2 | Set 3 | Set 4 | Set 5 | Total | Reporte |
| ------ | ---------- | ---- | ------------ | ----- | ----- | ----- | ----- | ----- | ----- | ------- |
| 24-jun | España     | 1-3  | China Taipéi | 20-25 | 22-25 | 26-24 | 20-25 |       | 88-99 |         |
| 24-jun | Kazajistán | 0-3  | Alemania     | 21-25 | 19-25 | 25-27 |       |       | 65-77 |         |
| 25-jun | Alemania   | 1-3  | China Taipéi | 23-25 | 25-16 | 28-30 | 21-25 |       | 97-96 |         |
| 25-jun | Kazajistán | 0-3  | España       | 22-25 | 18-25 | 21-25 |       |       | 61-75 |         |
| 26-jun | Alemania   | 3-1  | España       | 25-20 | 21-25 | 25-16 | 25-14 |       | 96-75 |         |
| 26-jun | Kazajistán | 1-3  | China Taipéi | 25-23 | 23-25 | 22-25 | 22-25 |       | 92-98 |         |

## Rondas finales

### Grupo 3
- Sede:  Fraport Arena, Fráncfort, Alemania

|  | Semifinales  | Semifinales |   |        | Final        | Final |  |
|  |              |             |   |        |              |       |  |
|  |              |             |   |        |              |       |  |
|  | 1-jul        |             |   |        |              |       |  |
|  | Eslovenia    | 3           |   |        |              |       |  |
|  | Grecia       | 0           |   |        |              |       |  |
|  |              |             |   |        |              |       |  |
|  |              |             |   |        | 2-jul        |       |  |
|  |              |             |   |        | Eslovenia    | 3     |  |
|  |              | Alemania    | 1 |        |              |       |  |
|  |              |             |   |        |              |       |  |
|  |              |             |   |        |              |       |  |
|  |              |             |   |        | Tercer lugar |       |  |
|  | 1-jul        | 1-jul       |   | 2-jul  | 2-jul        |       |  |
|  | Alemania     | 3           |   | Grecia | 3            |       |  |
|  | China Taipéi | 0           |   |        | China Taipéi | 1     |  |

#### Semifinales
| Fecha |           | Res. |              | Set 1 | Set 2 | Set 3 | Set 4 | Set 5 | Total | Reporte |
| ----- | --------- | ---- | ------------ | ----- | ----- | ----- | ----- | ----- | ----- | ------- |
| 2-jul | Alemania  | 3-0  | China Taipéi | 25-16 | 25-19 | 25-22 |       |       | 75-57 |         |
| 2-jul | Eslovenia | 3-0  | Grecia       | 25-22 | 25-20 | 25-16 |       |       | 75-58 |         |

#### Partido por el Tercer Lugar
| Fecha |        | Res. |              | Set 1 | Set 2 | Set 3 | Set 4 | Set 5 | Total | Reporte |
| ----- | ------ | ---- | ------------ | ----- | ----- | ----- | ----- | ----- | ----- | ------- |
| 2-jul | Grecia | 3-1  | China Taipéi | 25-19 | 22-25 | 27-25 | 25-18 |       | 99-87 |         |

#### Final
| Fecha |          | Res. |           | Set 1 | Set 2 | Set 3 | Set 4 | Set 5 | Total | Reporte |
| ----- | -------- | ---- | --------- | ----- | ----- | ----- | ----- | ----- | ----- | ------- |
| 2-jul | Alemania | 1-3  | Eslovenia | 19-25 | 18-25 | 25-21 | 20-25 |       | 82-96 |         |

### Grupo 2
- Sede:  Centro de Desportos e Congressos, Matosinhos, Portugal

|  | Semifinales  | Semifinales |   |         | Final        | Final |  |
|  |              |             |   |         |              |       |  |
|  |              |             |   |         |              |       |  |
|  | 9-jul        |             |   |         |              |       |  |
|  | Canadá       | 3           |   |         |              |       |  |
|  | Turquía      | 0           |   |         |              |       |  |
|  |              |             |   |         |              |       |  |
|  |              |             |   |         | 10-jul       |       |  |
|  |              |             |   |         | Portugal     | 0     |  |
|  |              | Canadá      | 3 |         |              |       |  |
|  |              |             |   |         |              |       |  |
|  |              |             |   |         |              |       |  |
|  |              |             |   |         | Tercer lugar |       |  |
|  | 9-jul        | 9-jul       |   | 10-jul  | 10-jul       |       |  |
|  | Portugal     | 3           |   | Turquía | 1            |       |  |
|  | Países Bajos | 1           |   |         | Países Bajos | 3     |  |

#### Semifinales
| Fecha |          | Res. |              | Set 1 | Set 2 | Set 3 | Set 4 | Set 5 | Total | Reporte |
| ----- | -------- | ---- | ------------ | ----- | ----- | ----- | ----- | ----- | ----- | ------- |
| 9-jul | Portugal | 3-1  | Países Bajos | 25-22 | 26-24 | 17-25 | 29-27 |       | 97-98 |         |
| 9-jul | Canada   | 3-0  | Turquía      | 26-24 | 25-17 | 25-23 |       |       | 76-64 |         |

#### Partido por el Tercer Lugar
| Fecha  |         | Res. |              | Set 1 | Set 2 | Set 3 | Set 4 | Set 5 | Total  | Reporte |
| ------ | ------- | ---- | ------------ | ----- | ----- | ----- | ----- | ----- | ------ | ------- |
| 10-jul | Turquía | 1-3  | Países Bajos | 23-25 | 30-28 | 22-25 | 22-25 |       | 97-103 |         |

#### Final
| Fecha  |          | Res. |        | Set 1 | Set 2 | Set 3 | Set 4 | Set 5 | Total | Reporte |
| ------ | -------- | ---- | ------ | ----- | ----- | ----- | ----- | ----- | ----- | ------- |
| 10-jul | Portugal | 0-3  | Canadá | 19-25 | 22-25 | 15-25 |       |       | 56-75 |         |

### Grupo 1
- Sede:  Tauron Arena, Cracovia, Polonia

#### Grupo J
– Clasificados a Semifinales.
| Pos | Equipo         | Juegos | Juegos | Pts. | Sets | Sets | Sets  | Puntos | Puntos | Puntos |
| Pos | Equipo         | G      | P      | Pts. | G    | P    | Coc   | G      | P      | Coc    |
| --- | -------------- | ------ | ------ | ---- | ---- | ---- | ----- | ------ | ------ | ------ |
| 1   | Brasil         | 2      | 0      | 5    | 6    | 2    | 3.000 | 188    | 167    | 1.125  |
| 2   | Italia         | 1      | 1      | 3    | 3    | 4    | 0.750 | 160    | 171    | 0.935  |
| 3   | Estados Unidos | 0      | 2      | 1    | 3    | 6    | 0.500 | 206    | 216    | 0.953  |

| Fecha  |                | Res. |                | Set 1 | Set 2 | Set 3 | Set 4 | Set 5 | Total   | Reporte |
| ------ | -------------- | ---- | -------------- | ----- | ----- | ----- | ----- | ----- | ------- | ------- |
| 13-jul | Brasil         | 3-0  | Italia         | 25-18 | 25-20 | 25-19 |       |       | 75-57   | P2 P3   |
| 14-jul | Estados Unidos | 1-3  | Italia         | 22-25 | 25-27 | 28-26 | 21-25 |       | 96-103  | P2 P3   |
| 15-jul | Brasil         | 3-2  | Estados Unidos | 24-26 | 21-25 | 28-26 | 25-21 | 15-12 | 113-110 | P2 P3   |

#### Grupo K
| Pos | Equipo  | Juegos | Juegos | Pts. | Sets | Sets | Sets  | Puntos | Puntos | Puntos |
| Pos | Equipo  | G      | P      | Pts. | G    | P    | Coc   | G      | P      | Coc    |
| --- | ------- | ------ | ------ | ---- | ---- | ---- | ----- | ------ | ------ | ------ |
| 1   | Serbia  | 1      | 1      | 4    | 5    | 4    | 1.250 | 195    | 194    | 1.005  |
| 2   | Francia | 1      | 1      | 3    | 5    | 5    | 1.000 | 213    | 208    | 1.024  |
| 3   | Polonia | 1      | 1      | 2    | 4    | 5    | 0.800 | 192    | 198    | 0.969  |

| Fecha  |         | Res. |         | Set 1 | Set 2 | Set 3 | Set 4 | Set 5 | Total   | Reporte |
| ------ | ------- | ---- | ------- | ----- | ----- | ----- | ----- | ----- | ------- | ------- |
| 13-jul | Polonia | 3-2  | Francia | 21-25 | 17-25 | 25-17 | 28-26 | 15-12 | 106-105 | P2 P3   |
| 14-jul | Polonia | 1-3  | Serbia  | 23-25 | 20-25 | 25-18 | 18-25 |       | 86-93   | P2 P3   |
| 15-jul | Serbia  | 2-3  | Francia | 20-25 | 19-25 | 26-24 | 25-19 | 12-15 | 102-108 | P2 P3   |

#### Llave final
|  | Semifinales | Semifinales |   |        | Final        | Final |  |
|  |             |             |   |        |              |       |  |
|  |             |             |   |        |              |       |  |
|  | 16-jul      |             |   |        |              |       |  |
|  | Serbia      | 3           |   |        |              |       |  |
|  | Italia      | 2           |   |        |              |       |  |
|  |             |             |   |        |              |       |  |
|  |             |             |   |        | 17-jul       |       |  |
|  |             |             |   |        | Serbia       | 3     |  |
|  |             | Brasil      | 0 |        |              |       |  |
|  |             |             |   |        |              |       |  |
|  |             |             |   |        |              |       |  |
|  |             |             |   |        | Tercer lugar |       |  |
|  | 16-jul      | 16-jul      |   | 17-jul | 17-jul       |       |  |
|  | Francia     | 1           |   | Italia | 0            |       |  |
|  | Brasil      | 3           |   |        | Francia      | 3     |  |

#### Semifinales
| Fecha  |         | Res. |        | Set 1 | Set 2 | Set 3 | Set 4 | Set 5 | Total   | Reporte |
| ------ | ------- | ---- | ------ | ----- | ----- | ----- | ----- | ----- | ------- | ------- |
| 16-jul | Serbia  | 3-2  | Italia | 23-25 | 25-21 | 25-23 | 18-25 | 15-11 | 106-105 | P2P3    |
| 16-jul | Francia | 1-3  | Brasil | 16-25 | 25-23 | 26-28 | 31-33 |       | 98-109  | P2P3    |

#### Partido por el Tercer Lugar
| Fecha  |        | Res. |         | Set 1 | Set 2 | Set 3 | Set 4 | Set 5 | Total | Reporte |
| ------ | ------ | ---- | ------- | ----- | ----- | ----- | ----- | ----- | ----- | ------- |
| 17-jul | Italia | 0-3  | Francia | 23-25 | 21-25 | 20-25 |       |       | 64-75 | P2 P3   |

#### Final
| Fecha  |        | Res. |        | Set 1 | Set 2 | Set 3 | Set 4 | Set 5 | Total | Reporte |
| ------ | ------ | ---- | ------ | ----- | ----- | ----- | ----- | ----- | ----- | ------- |
| 17-jul | Serbia | 3-0  | Brasil | 25-22 | 25-22 | 25-21 |       |       | 75-65 | P2 P3   |

## Clasificación final
| Lugar General     | Lugar Grupo | Lugar Grupo       | Equipo          |
| ----------------- | ----------- | ----------------- | --------------- |
| Medalla de oro    | Grupo 1     | Medalla de oro    | Serbia          |
| Medalla de plata  | Grupo 1     | Medalla de plata  | Brasil          |
| Medalla de bronce | Grupo 1     | Medalla de bronce | Francia         |
| 4                 | Grupo 1     | 4                 | Italia          |
| 5                 | Grupo 1     | 5                 | Polonia         |
| 5                 | Grupo 1     | 5                 | Estados Unidos  |
| 7                 | Grupo 1     | 7                 | Rusia           |
| 8                 | Grupo 1     | 8                 | Irán            |
| 9                 | Grupo 1     | 9                 | Bélgica         |
| 10                | Grupo 1     | 10                | Argentina       |
| 11                | Grupo 1     | 11                | Bulgaria        |
| 12                | Grupo 1     | 12                | Australia       |
| 13                | Grupo 2     | 1                 | Canadá          |
| 14                | Grupo 2     | 2                 | Portugal        |
| 15                | Grupo 2     | 3                 | Países Bajos    |
| 16                | Grupo 2     | 4                 | Turquía         |
| 17                | Grupo 2     | 5                 | Finlandia       |
| 18                | Grupo 2     | 6                 | República Checa |
| 19                | Grupo 2     | 7                 | China           |
| 20                | Grupo 2     | 8                 | Egipto          |
| 21                | Grupo 2     | 9                 | Eslovaquia      |
| 22                | Grupo 2     | 10                | Cuba            |
| 23                | Grupo 2     | 11                | Corea del Sur   |
| 24                | Grupo 2     | 12                | Japón           |
| 25                | Grupo 3     | 1                 | Eslovenia       |
| 26                | Grupo 3     | 2                 | Alemania        |
| 27                | Grupo 3     | 3                 | Grecia          |
| 28                | Grupo 3     | 4                 | China Taipéi    |
| 29                | Grupo 3     | 5                 | Montenegro      |
| 30                | Grupo 3     | 6                 | Venezuela       |
| 31                | Grupo 3     | 7                 | Qatar           |
| 32                | Grupo 3     | 8                 | España          |
| 33                | Grupo 3     | 9                 | Túnez           |
| 34                | Grupo 3     | 10                | México          |
| 35                | Grupo 3     | 11                | Kazajistán      |
| 36                | Grupo 3     | 12                | Puerto Rico     |

## Enlaces
- Datos: Q20851647
- Multimedia: 2016 FIVB World League / Q20851647